# 中本信幸
中本 信幸（なかもと のぶゆき、1932年7月6日 - ）は、日本のロシア文学者、演劇評論家、翻訳家。神奈川大学名誉教授。

## 来歴
栃木県生まれ。東京外国語大学ロシア語科卒。ロシア文学の翻訳、舞台演出などに携わる。1977年神奈川大学外国語学部助教授、1983年教授、2003年退職、のち名誉教授、舞台芸術学院、音響芸術専門学校講師。チェーホフ没後百年祭実行委員会運営委員長。
1992年『桜の園』の新訳・演出を行う。） 2008年ロシア政府からプーシキン・メダルを授与される。
「世田谷・九条の会」呼びかけ人を務めている。

## 著書
- 『チェーホフのなかの日本』（大和書房） 1981

### 翻訳
- 『子すずめものがたり』（ゴーリキー、麦書房、雨の日文庫） 1959
- 『どろんこさん』（チュコフスキー、麦書房、雨の日文庫） 1959
- 『やさい』（セルゲイ・ミハルコフ、麦書房、雨の日文庫） 1959
- 『ちびちゃん』（ラズモフスキー、麦書房、雨の日文庫） 1959
- 『自由の最初の日』（クルチコフスキー、未來社、てすぴす叢書） 1960
- 『シェイクスピア研究』（モローゾフ、未來社） 1961
- 『ヒクメット詩集』（服部伸六共訳、飯塚書店、世界現代詩集） 1961、のち改題『ヒクメット詩集』（編訳、新読書社） 2002
- 『日本における労働者階級の状態』（ヴェ・フリノフ、刀江書院） 1962
- 『スポーツの魅力』（ア・スヴェトフ、杢代哲雄共訳、ベースボール・マガジン社、スポーツ新書） 1967
- 『ゾーヤとシューラ』（コスモデミヤンスカヤ、青木書店・文庫） 1970
- 『演出家の仕事』下巻（トフストノーゴフ、理論社） 1970
- 『リヒテル - 魅惑の鍵盤』（V・デリソン、新時代社） 1970
- 『チェーホフとチャイコフスキー』（E・バラバノーヴィチ、新時代社） 1971
- 『シェイクスピア』（ア・ア・アーニクスト、明治図書出版、人類の教師5） 1972
- 『私のソルジェニーツィン 前夫人の回想記《時間との論争》』（ナターリヤ・レシェトフスカヤ、サイマル出版） 1974
- 『創造の七日間』（マクシーモフ、河出書房新社） 1975
- 『ボリショイ・バレエの技法 メセレール教則本による基礎と展開』（A・メセレール、西田書店） 1976.12
- 『トラストDE』（イリヤ・エレンブルグ、学習研究社、世界文学全集） 1979.8
- 『エイゼンシュテイン映画演出法講義』（ニージニー、未來社） 1981.1
- 『チェーホフ・クニッペル往復書簡』1 - 2（牧原純共訳、麦秋社） 1984 - 1985
- 『エセルとジュリアス ローゼンバーグ事件、最後の六時間』（レオン・クルチコフスキー、未來社） 1985.6
- 『メキシコ万歳! 未完の映画シンフォニー』（セルゲイ・エイゼンシュテイン、現代企画室） 1986
- 『リュビーモフのタガンカ劇場』（アレクサンドル・ゲルシコヴィチ、リブロポート） 1990.3
- 『かもめ』（アントン・チェーホフ、新読書社） 2006.7